# Dla naszych chłopców
Dla naszych chłopców (ang. For the Boys) – film z 1991 roku w reżyserii Marka Rydella.

## Opis fabuły
Czasy II wojny światowej. Pewnego dnia Eddie Sparks i Dixie Leonard podczas ceremonii w telewizji mają dostać nagrodę za całokształt swojej pracy. Tuż przed rozpoczęciem show Dixie sięga pamięcią do początków swoich kariery i współpracy z Eddiem. Ich przygoda zaczęła się w 1942 roku podczas bożonarodzeniowego koncertu dla żołnierzy. Dixie była wtedy początkującą piosenkarką i choć ich relacje nie były na początku zbyt dobre, Dixie została doceniona przez publiczność i rozpoczęła owocną karierę. Tak rozpoczęła się ich współpraca, która przechodziła wzloty i upadki.

## Obsada
- Bette Midler – Dixie Leonard
- Arliss Howard – sierż. Michael Leonard
- James Caan – Eddie Sparks
- Shannon Wilcox – Margaret Sparks
- Dori Brenner – Loretta
- Jack Sheldon – Wally Fields
- Bud Yorkin – Phil
- Rosemary Murphy – Luanna Trott
- Norman Fell – Sam Schiff
- Arye Gross – Jeff Brooks

## Nagrody i wyróżnienia
Oscary za rok 1991
- Najlepsza aktorka – Bette Midler (nominacja)

Złote Globy 1991
- Najlepsza aktorka w komedii/musicalu – Bette Midler
- Najlepsza muzyka – Dave Grusin (nominacja)